# アセトンシアノヒドリン
アセトンシアノヒドリン (Acetone cyanohydrin = ACH) は「アクリル」としても知られている透明なプラスチック、ポリ(メタクリル酸メチル)（PMMA）のモノマーであるメタクリル酸メチルの製造に使用される有機化合物である。シアン化水素を容易に遊離するので、その源として使用される。 このため、非常に強い毒性がある。

## 製造
実験室では、シアン化ナトリウムをアセトンで処理した後、酸性にすることによって調製できる
。
アセトンシアノヒドリンの高い毒性を考慮して、大量の試薬の製造、保管を避けるため、フローケミストリー技術を使用して実験室規模の生産法が開発された。あるいは、簡略化された手順として「その場で (in situ)」調製されたアセトンの亜硫酸水素ナトリウム付加物に対してシアン化ナトリウムまたはシアン化カリウムを作用させる方法がある。この方法で、純度の低い製品が得られるが、それでもほとんどの合成に使える。

## 反応
このシアン化リチウムの合成で示すように、アセトンシアノヒドリンは HCN の代わりに使用される。
(CH3)2C(OH)CN  +  LiH   →  (CH3)2CO  +  LiCN  +  H2
トランスヒドロシアン化 (Transhydrocyanation) では、HCN の等価体 がアセトンシアノヒドリンから別のアクセプターに移動し、副生成物はアセトンになる。 移動は、 塩基によって開始される平衡プロセスである。 反応はトラップ反応によって、またはアルデヒドのような優れた HCN アクセプターを使用することによって進めることができる。 ブタジエンのヒドロシアン化（英語: Hydrocyanation）反応では、移動は不可逆的である
。
アセトンシアノヒドリンはメタクリル酸メチルへの途中の中間体である。硫酸で処理するとメタクリルアミドの硫酸エステルが得られ、メタノリシスにより硫酸水素アンモニウムとメタクリル酸メチルが得られる
。 

## 天然物中の存在
キャッサバ塊茎中に、アセトンシアノヒドリンのグリコシドであるリナマリンと、加水分解酵素のリナマリナーゼが存在している。塊茎を砕くと、それらの成分が放出されて、アセトンシアノヒドリンが生成する。

## 安全性
アセトンシアノヒドリンは、アメリカ合衆国では、緊急計画及び地域の知る権利に関する法律 (Emergency Planning and Community Right-to-Know Act) の中の極めて危険有害な物質の一覧 (List of extremely hazardous substances) に分類され、資源保護回復法（英語: Resource Conservation and Recovery Act） で P069 waste code が規定されている。アセトンシアノヒドリンの主な危険性は、水と接触するとすぐに分解し、毒性の高いシアン化水素を放出することである。
日本では毒物及び劇物取締法の劇物に指定されている。